# Lunden (familie)
Lunden (ook: De Lunden en Lunden de Biolley) is de naam van een Zuid-Nederlandse adellijke familie.

## Geschiedenis
De eerste adelsverheffingen werden aan de familie Lunden toegekend door koning Karel II van Spanje, in 1679 aan Willem Lunden (van wie afstammelingen tot heden) en in 1682 aan Jean-Baptiste Lunden.
In 1781 (bevestigd in 1791) verleende keizer Leopold II van Oostenrijk de titel baron aan Jacques de Lunden.
Willem Lunden voornoemd (1624-1692) trouwde achtereenvolgens met Catherine Lunden (1625-1658) en met Anne-Marie Bosschaert (1664-1704). Uit ieder huwelijk had hij een zoon.
- Arnould Lunden (°1646) trouwde in 1680 met Thérèse van Hove.
  - Arnould Lunden (°1682) trouwde met Adrienne Deneef.
    - Jean-Joseph-Albert Lunden: zie hierna.
- Willem Lunden (1664-1704) trouwde in 1691 met Suzanne Hellincx (1672-1733).
  - Jean-François Lunden (1697-1767) trouwde met Marie de Claessens (1701-1767).
    - Jean Lunden (1726-1794) trouwde met Elisabeth de Keyser (1764-1820).
      - Joseph Lunden (1789-1834) trouwde met Thérèse van Bellinghen de Branteghem (1799-1833).
        - Albert Lunden (1832-1867) trouwde met Marie Vanden Meerschen (° 1834)
          - Léon Lunden: zie hierna.

  - Henri Lunden (°1728) trouwde met Anne de Labistrate (1744-1799).
    - Augustin Lunden (1781-1838) trouwde met Thérèse Coget (1783-1859).
      - Edouard Lunden: zie hierna.

## Jean Lunden
Jean-Joseph Lunden (Antwerpen, 3 december 1731 - 29 januari 1817) was in 1786-87 burgemeester van Antwerpen, na ook schepen en thesaurier te zijn geweest.
In 1816 werd hij erkend in de erfelijke adel en benoemd in de Ridderschap van de provincie Antwerpen. Hij was vrijgezel gebleven en stierf enkele maanden later, zodat deze enige onder het Verenigd Koninkrijk der Nederlanden in de adel erkende familietak uitdoofde.
De neven van Jean Lunden bekommerden zich niet om vernieuwing van hun adellijke status en het is pas in respectievelijk 1853 en 1894 dat nazaten opnieuw aanvragen tot adellijke erkenning indienden.

## Leon Charles Joseph de Lunden

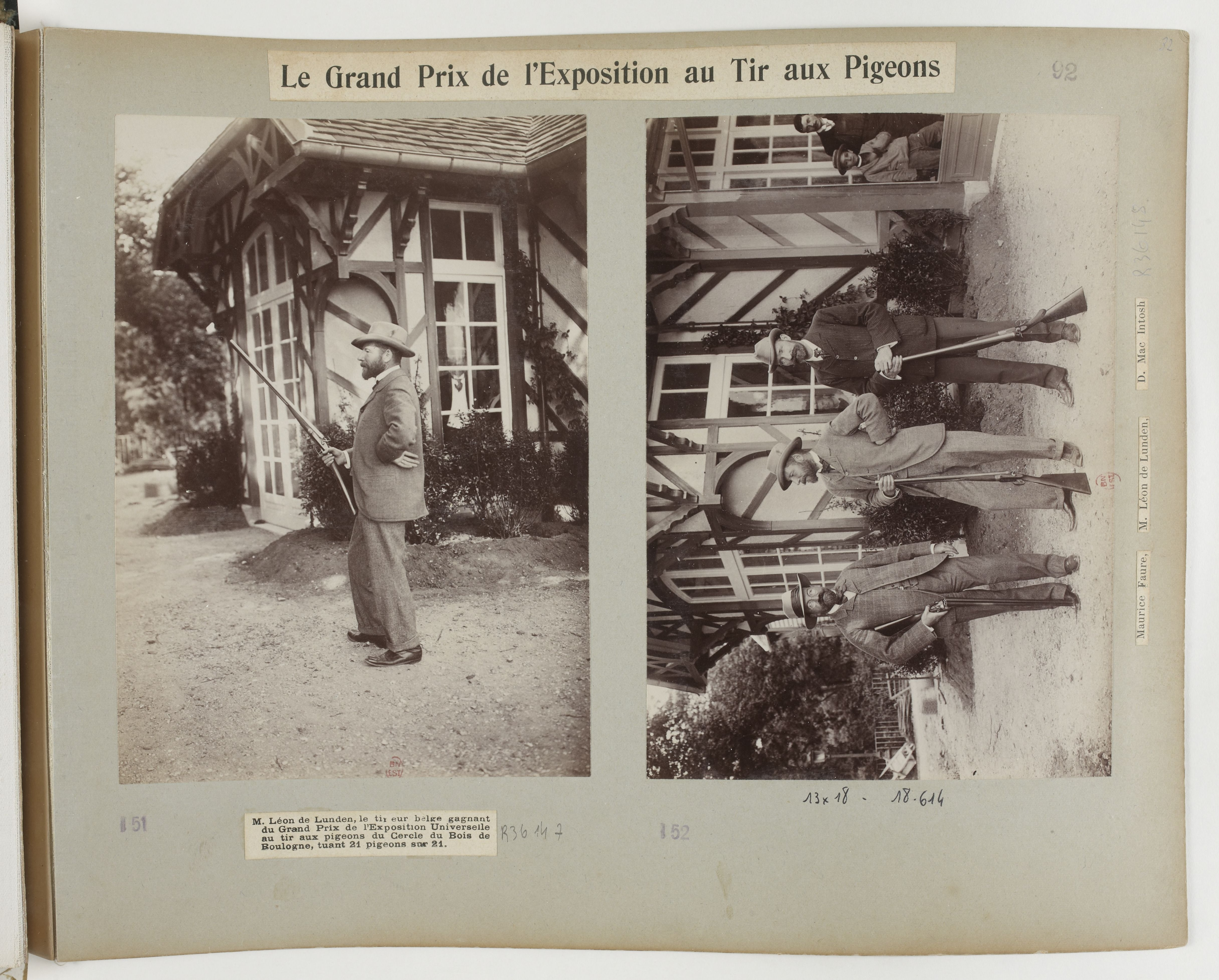
Léon de Lunden, kampioen kleiduivenschieten in 1900

Léon de Lunden (Anderlecht, 5 mei 1856 - Schaarbeek, 13 januari 1947) verkreeg in 1894 adelserkenning.
Hij trouwde in 1881 met Anna Vanvolsem (1860-1929) en hertrouwde in 1930 met Marguerite Jacobs (1873-1950). Uit het eerste bed heeft hij afstammelingen tot heden, met nochtans risico op toekomstig uitdoven, bij gebrek aan nieuwe geboorten.

## Edouard-Jean de Lunden

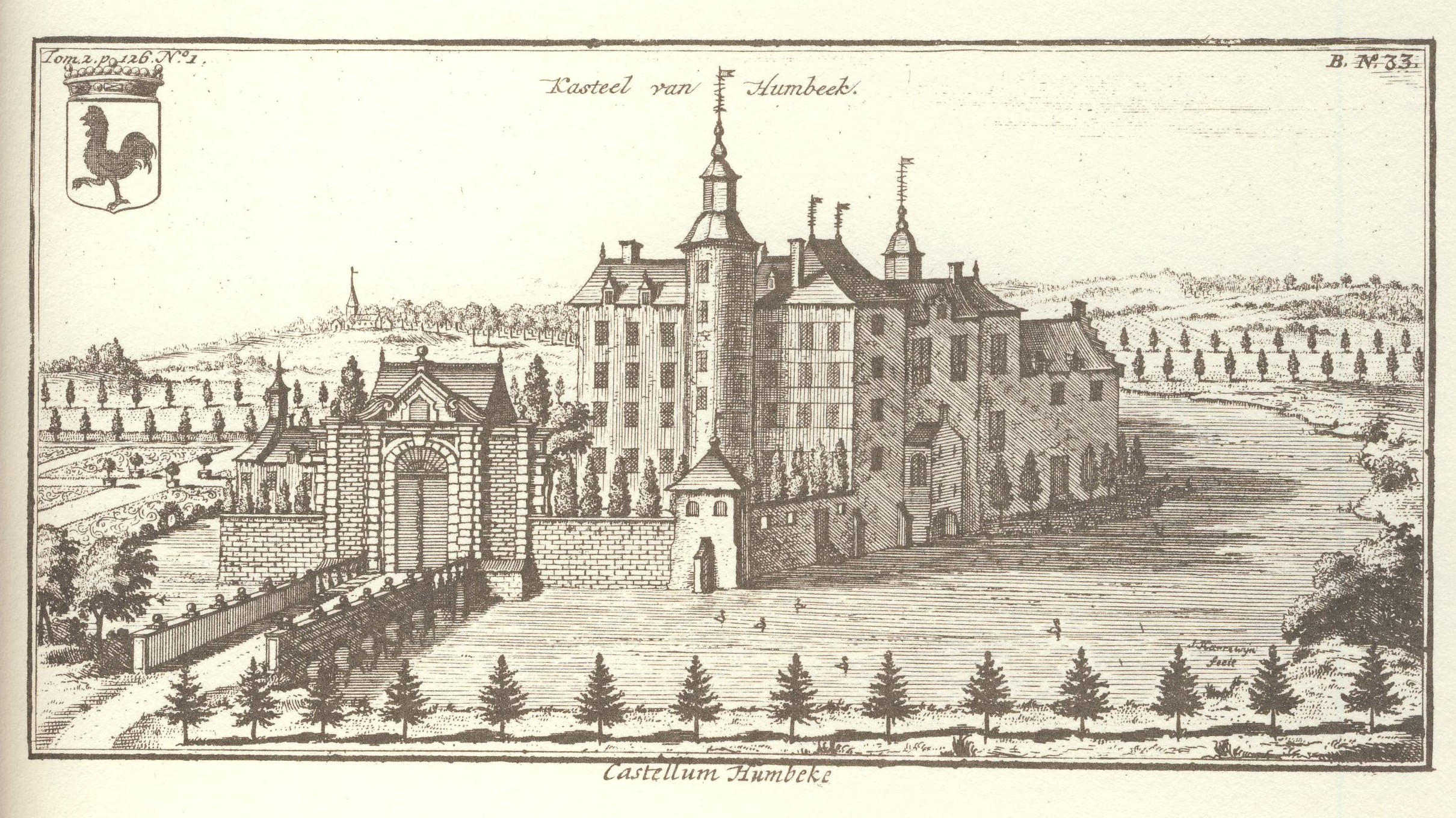
het kasteel van Humbeek in 1770

- Edouard Lunden (Antwerpen, 17 februari 1808 - 26 januari 1856) bekwam in 1853 erkenning in de erfelijke adel. Hij trouwde in 1830 met Isabelle Le Candele (1802-1865) en ze kregen zeven kinderen. Twee dochters werden augustines; twee dochters en een zoon bleven ongehuwd; twee zoons trouwden.
  - Théophile Lunden (1834-1908) trouwde in 1867 met Valérie Grisard (1839-1923), weduwe van François-Octave de Biolley. Hij was Belgische officier en klom op tot de graad van luitenant-generaal. In 1871 verkreeg hij de titel baron, overdraagbaar op al zijn afstammelingen. Hij erfde het kasteel van Humbeek van de familie Le Candele en het bleef in familiebezit.
    - Leopold Lunden (1868-1921) was burgemeester van Humbeek. Hij was getrouwd met Germaine du Roy de Blicquy (1878-1974).
      - René baron Lunden (1902-1942), deelnemer aan de Olympische Winterspelen, ingenieur, diplomaat, stierf voor het vaderland op 3 april 1942.
      - Guy baron Lunden (1904-1995) werd luitenant-kolonel en vleugeladjudant van de prins-regent. Hij trouwde met markiezin Anne de Trazegnies d'Ittre (1908-1989). Ze hebben afstammelingen tot heden.
        - Didier baron Lunden (1941); trouwde in 1965 met jkvr. Brigitte le Maistre d'Anstaing (1945) die na echtscheiding hertrouwde in 1980 met René burggraaf de Biolley (1937-2012) welke laatste de twee zonen uit haar eerste huwelijk adopteerde waarna zij de geslachtsnaam Lunden de Biolley verkregen